# Joculator (geslacht)
Joculator is een geslacht van kleine slakken uit de familie van de Cerithiopsidae. De wetenschappelijke naam van het geslacht is voor het eerst geldig gepubliceerd in 1909 door Charles Hedley.
Hedley duidde Joculator oorspronkelijk aan als een nieuw ondergeslacht van Cerithiopsis, met als typesoort Cerithiopsis ridicula, door Robert Boog Watson in 1886 beschreven in zijn rapport over de gastropoden verzameld op de Challenger-expeditie van 1873-1876; C. ridicula werd verzameld voor de kust van Queensland (Australië).
De schelpen van dit geslacht zijn slechts enkele mm hoog en ca. 1 mm breed op het breedste punt.

## Soorten
De volgende soorten zijn bij het geslacht ingedeeld:
- Joculator abbreviatus (Thiele, 1930)
- Joculator acuminatus Cecalupo & Perugia, 2012
- Joculator albocinctum (Melvill & Standen, 1896)
- Joculator albordina Laseron, 1956
- Joculator albulus (Thiele, 1930)
- Joculator alligatus Cecalupo & Perugia, 2012
- Joculator antonioi Cecalupo & Perugia, 2012
- Joculator aoreensis Cecalupo & Perugia, 2013
- Joculator arduinii Cecalupo & Perugia, 2012
- Joculator arenaceus Cecalupo & Perugia, 2013
- Joculator ater Cecalupo & Perugia, 2012
- Joculator autumnus Cecalupo & Perugia, 2016
- Joculator baraggiai Cecalupo & Perugia, 2013
- Joculator bicinctus Cecalupo & Perugia, 2012
- Joculator bourgeoisae Cecalupo & Perugia, 2013
- Joculator bouteti Cecalupo & Perugia, 2014
- Joculator brabantae Cecalupo & Perugia, 2013
- Joculator brevis Cecalupo & Perugia, 2012
- Joculator brucei (Melvill & Standen, 1912)
- Joculator brusonii Cecalupo & Perugia, 2013
- Joculator caliginosus Cecalupo & Perugia, 2012
- Joculator caloi Cecalupo & Perugia, 2013
- Joculator carpatinus Cecalupo & Perugia, 2012
- Joculator castaneus Cecalupo & Perugia, 2013
- Joculator cereus Cecalupo & Perugia, 2012
- Joculator christiaensi Jay & Drivas, 2002
- Joculator cinctus Cecalupo & Perugia, 2012
- Joculator citrinus Cecalupo & Perugia, 2013
- Joculator coffeus Cecalupo & Perugia, 2013
- Joculator conformis Cecalupo & Perugia, 2013
- Joculator continens Laseron, 1956
- Joculator cossignanii Cecalupo & Perugia, 2012
- Joculator cristinae Cecalupo & Perugia, 2013
- † Joculator decapitatus Grant-Mackie & Chapman-Smith, 1971
- Joculator drivasi Cecalupo & Perugia, 2012
- Joculator emidioi Cecalupo & Perugia, 2014
- Joculator eudeli Jay & Drivas, 2002
- Joculator ferrii Cecalupo & Perugia, 2013
- Joculator ferrugineus Cecalupo & Perugia, 2012
- Joculator fischeri Jay & Drivas, 2002
- Joculator flavicans Cecalupo & Perugia, 2014
- Joculator flindersi Cotton, 1951
- Joculator frequens Cecalupo & Perugia, 2012
- Joculator furvus Cecalupo & Perugia, 2012
- Joculator fuscostriatus Cecalupo & Perugia, 2013
- Joculator fuscus Cecalupo & Perugia, 2012
- Joculator garianii Cecalupo & Perugia, 2013
- Joculator gemmae Cecalupo & Perugia, 2012
- Joculator giovanolii Cecalupo & Perugia, 2013
- Joculator gorini Cecalupo & Perugia, 2014
- Joculator gracilis Laseron, 1951
- Joculator granatus Kay, 1979
- Joculator granulosus Cecalupo & Perugia, 2013
- Joculator hedleyi Laseron, 1951
- Joculator herosae Cecalupo & Perugia, 2012
- Joculator humilis Cecalupo & Perugia, 2012
- Joculator ianthinus Cecalupo & Perugia, 2013
- Joculator incisus Cecalupo & Perugia, 2012
- Joculator inflatus Cecalupo & Perugia, 2012
- Joculator introspectus Cotton, 1951
- Joculator itiensis Cecalupo & Perugia, 2014
- Joculator kanoi Cecalupo & Perugia, 2013
- Joculator keratochroma Jay & Drivas, 2002
- Joculator laseroni Jay & Drivas, 2002
- Joculator lazzarii Cecalupo & Perugia, 2013
- Joculator legallae Cecalupo & Perugia, 2014
- Joculator leguyaderi Cecalupo & Perugia, 2013
- Joculator lividus Cecalupo & Perugia, 2012
- Joculator lokaroensis Cecalupo & Perugia, 2014
- Joculator lozoueti Jay & Drivas, 2002
- Joculator luteolus Cecalupo & Perugia, 2012
- Joculator maloensis Cecalupo & Perugia, 2013
- Joculator maranii Cecalupo & Perugia, 2014
- Joculator marinae Cecalupo & Perugia, 2014
- Joculator massimilianoi Cecalupo & Perugia, 2012
- Joculator meanii Cecalupo & Perugia, 2014
- Joculator megacephala Jay & Drivas, 2002
- Joculator melania Laseron, 1956
- Joculator melanoraphis Jay & Drivas, 2002
- Joculator micalii Cecalupo & Perugia, 2012
- Joculator minimus Laseron, 1956
- Joculator minor Laseron, 1956
- Joculator minutissimus (Thiele, 1925)
- Joculator minutus Cecalupo & Perugia, 2012
- Joculator modestus Cecalupo & Perugia, 2012
- Joculator morenae Cecalupo & Perugia, 2013
- Joculator murciai Cecalupo & Perugia, 2014
- Joculator mygaki Jay & Drivas, 2002
- Joculator myia Jay & Drivas, 2002
- Joculator nitidus Cecalupo & Perugia, 2012
- Joculator obscurus Cecalupo & Perugia, 2012
- Joculator obsoletus Cecalupo & Perugia, 2012
- Joculator occultus Cecalupo & Perugia, 2012
- Joculator opulentus Cecalupo & Perugia, 2013
- Joculator ovatus Laseron, 1956
- Joculator pallidus Cecalupo & Perugia, 2012
- Joculator parvulus Cecalupo & Perugia, 2012
- Joculator pauxillus Cecalupo & Perugia, 2012
- Joculator perforatus Cecalupo & Perugia, 2013
- Joculator perlucidus Cecalupo & Perugia, 2012
- Joculator phtyr Jay & Drivas, 2002
- Joculator pinguis Cecalupo & Perugia, 2012
- Joculator pizzinii Cecalupo & Perugia, 2013
- Joculator priorai Cecalupo & Perugia, 2012
- Joculator prunus Cecalupo & Perugia, 2013
- Joculator psyllos Jay & Drivas, 2002
- Joculator pulvis (Issel, 1869)
- Joculator pupiformis Cecalupo & Perugia, 2012
- Joculator pygmaeus Cecalupo & Perugia, 2012
- Joculator quaggiottoi Cecalupo & Perugia, 2012
- Joculator ralijaonai Cecalupo & Perugia, 2014
- Joculator recisus Cecalupo & Perugia, 2012
- Joculator ridiculus (Watson, 1886)
- Joculator rolani Cecalupo & Perugia, 2012
- Joculator rubus Cecalupo & Perugia, 2013
- Joculator sabrinae Cecalupo & Perugia, 2012
- Joculator saguili Cecalupo & Perugia, 2013
- Joculator salvati Jay & Drivas, 2002
- Joculator semiperlucidus Cecalupo & Perugia, 2013
- Joculator simulans Cecalupo & Perugia, 2012
- Joculator skolix Jay & Drivas, 2002
- Joculator steykerae Cecalupo & Perugia, 2013
- Joculator stramineus Cecalupo & Perugia, 2013
- Joculator subconicus Cecalupo & Perugia, 2012
- Joculator subdolus Cecalupo & Perugia, 2012
- Joculator subglobosus Cecalupo & Perugia, 2013
- Joculator sublima B. A. Marshall, 1978
- Joculator subula Laseron, 1956
- Joculator succineus Cecalupo & Perugia, 2013
- Joculator testaceus Cecalupo & Perugia, 2013
- Joculator thielei Jay & Drivas, 2002
- Joculator tomacula Laseron, 1956
- Joculator tribulationis (Hedley, 1909)
- Joculator tsiriveloi Cecalupo & Perugia, 2014
- Joculator unicolor Cecalupo & Perugia, 2012
- Joculator uveanus (Melvill & Standen, 1896)
- Joculator vandelae Cecalupo & Perugia, 2014
- Joculator variabilis Cecalupo & Perugia, 2012
- Joculator varians Laseron, 1956
- Joculator vassardi Cecalupo & Perugia, 2014
- Joculator venustus Cecalupo & Perugia, 2013
- Joculator vignali Jay & Drivas, 2002
- Joculator violaceus Cecalupo & Perugia, 2012
- Joculator voncoseli Cecalupo & Perugia, 2012
- Joculator websterae Cecalupo & Perugia, 2014
- Joculator ziliolii Cecalupo & Perugia, 2012